# چکاوک فریزر
چکاوک فریزر (نام علمی: Eremophila fraseri) نام یک گونه از تیره گل‌میمونیان است.